# Кун, Александр Людвигович
Алекса́ндр Лю́двигович Кун (1840 — 1888) — российский востоковед, в том числе исламовед.
Отец — немец из Клайпеды, мать — армянка из Тавриза. В 1865 году окончил факультет восточных языков Санкт-Петербургского университета, со степенью кандидата по арабско-персидско-турецкому
разряду. Служил в Туркестанском крае; позже был помощником попечителя Виленского округа. Кроме неизданного «Обозрения Алькорана в религиозном и юридическо-политическом отношении», Кун напечатал «Вакуфы» («Туркестанские губернские ведомости», 1872, № 21) и «Очерк Кокандского ханства» (СПб., 1876; из «Известий Русского географического общества», 1876, № 1).
Александр Людвигович Кун умер 21 октября 1888 года.